# María Abakúmova
María Vasílievna Abakúmova  (en ruso: Мария Васильевна Абакумова; 15 de enero de 1986 en Stavropol) es una atleta rusa especializada en lanzamiento de jabalina.
Inicialmente consiguió la medalla de oro en el Campeonato Mundial de Atletismo de 2011 en Daegu, Corea del Sur donde logró el récord nacional y mundial de 71,99 metros, así como la medalla de plata en los Juegos Olímpicos de Pekín 2008. Sin embargo, estos resultados fueron posteriormente anulados al ser hallada culpable de dopaje en los citados Juegos Olímpicos de 2008.

## Palmarés
| Representando a Rusia en lanzamiento de jabalina \| Año \| Competición \| Sede \| Puesto \| Marca \| \| ---- \| ----------------------------------------- \| -------------------- \| ------------- \| ------- \| \| 2003 \| Campeonato del Mundo Juvenil \| Sherbrooke, Canadá \| 4th \| \| \| 2005 \| Universiada \| İzmir, Turquía \| 8.ª \| \| \| 2007 \| Campeonato Mundial \| Osaka, Japón \| 7.ª \| \| \| 2008 \| Juegos Olímpicos \| Beijing, China \| Descalificada \| 70.78 m \| \| 2009 \| Campeonato Mundial \| Berlín, Alemania \| Descalificada \| 66.06 m \| \| 2009 \| IAAF World Athletics Final \| Salónica, Grecia \| Descalificada \| 64.60 m \| \| 2010 \| Copa de Europa de Invierno de lanzamiento \| Arlés, Francia \| Descalificada \| 65.21 m \| \| 2010 \| Campeonato Europeo \| Barcelona, España \| Descalificada \| 61.46 m \| \| 2010 \| Copa Continental de la IAAF \| Split, Croacia \| Descalificada \| 68.14 m \| \| 2011 \| Campeonato Mundial \| Daegu, Corea del Sur \| Descalificada \| 71.99 m \| \| 2012 \| Juegos Olímpicos \| Londres, Reino Unido \| 10.ª \| 59.34 m \| \| 2013 \| Universiada \| Kazán, Rusia \| 1.ª \| 65.12 m \| \| 2013 \| Campeonato Mundial \| Moscú, Rusia \| 3.ª \| 65.09 m \| | Representando a Rusia en lanzamiento de jabalina \| Año \| Competición \| Sede \| Puesto \| Marca \| \| ---- \| ----------------------------------------- \| -------------------- \| ------------- \| ------- \| \| 2003 \| Campeonato del Mundo Juvenil \| Sherbrooke, Canadá \| 4th \| \| \| 2005 \| Universiada \| İzmir, Turquía \| 8.ª \| \| \| 2007 \| Campeonato Mundial \| Osaka, Japón \| 7.ª \| \| \| 2008 \| Juegos Olímpicos \| Beijing, China \| Descalificada \| 70.78 m \| \| 2009 \| Campeonato Mundial \| Berlín, Alemania \| Descalificada \| 66.06 m \| \| 2009 \| IAAF World Athletics Final \| Salónica, Grecia \| Descalificada \| 64.60 m \| \| 2010 \| Copa de Europa de Invierno de lanzamiento \| Arlés, Francia \| Descalificada \| 65.21 m \| \| 2010 \| Campeonato Europeo \| Barcelona, España \| Descalificada \| 61.46 m \| \| 2010 \| Copa Continental de la IAAF \| Split, Croacia \| Descalificada \| 68.14 m \| \| 2011 \| Campeonato Mundial \| Daegu, Corea del Sur \| Descalificada \| 71.99 m \| \| 2012 \| Juegos Olímpicos \| Londres, Reino Unido \| 10.ª \| 59.34 m \| \| 2013 \| Universiada \| Kazán, Rusia \| 1.ª \| 65.12 m \| \| 2013 \| Campeonato Mundial \| Moscú, Rusia \| 3.ª \| 65.09 m \| | Representando a Rusia en lanzamiento de jabalina \| Año \| Competición \| Sede \| Puesto \| Marca \| \| ---- \| ----------------------------------------- \| -------------------- \| ------------- \| ------- \| \| 2003 \| Campeonato del Mundo Juvenil \| Sherbrooke, Canadá \| 4th \| \| \| 2005 \| Universiada \| İzmir, Turquía \| 8.ª \| \| \| 2007 \| Campeonato Mundial \| Osaka, Japón \| 7.ª \| \| \| 2008 \| Juegos Olímpicos \| Beijing, China \| Descalificada \| 70.78 m \| \| 2009 \| Campeonato Mundial \| Berlín, Alemania \| Descalificada \| 66.06 m \| \| 2009 \| IAAF World Athletics Final \| Salónica, Grecia \| Descalificada \| 64.60 m \| \| 2010 \| Copa de Europa de Invierno de lanzamiento \| Arlés, Francia \| Descalificada \| 65.21 m \| \| 2010 \| Campeonato Europeo \| Barcelona, España \| Descalificada \| 61.46 m \| \| 2010 \| Copa Continental de la IAAF \| Split, Croacia \| Descalificada \| 68.14 m \| \| 2011 \| Campeonato Mundial \| Daegu, Corea del Sur \| Descalificada \| 71.99 m \| \| 2012 \| Juegos Olímpicos \| Londres, Reino Unido \| 10.ª \| 59.34 m \| \| 2013 \| Universiada \| Kazán, Rusia \| 1.ª \| 65.12 m \| \| 2013 \| Campeonato Mundial \| Moscú, Rusia \| 3.ª \| 65.09 m \| | Representando a Rusia en lanzamiento de jabalina \| Año \| Competición \| Sede \| Puesto \| Marca \| \| ---- \| ----------------------------------------- \| -------------------- \| ------------- \| ------- \| \| 2003 \| Campeonato del Mundo Juvenil \| Sherbrooke, Canadá \| 4th \| \| \| 2005 \| Universiada \| İzmir, Turquía \| 8.ª \| \| \| 2007 \| Campeonato Mundial \| Osaka, Japón \| 7.ª \| \| \| 2008 \| Juegos Olímpicos \| Beijing, China \| Descalificada \| 70.78 m \| \| 2009 \| Campeonato Mundial \| Berlín, Alemania \| Descalificada \| 66.06 m \| \| 2009 \| IAAF World Athletics Final \| Salónica, Grecia \| Descalificada \| 64.60 m \| \| 2010 \| Copa de Europa de Invierno de lanzamiento \| Arlés, Francia \| Descalificada \| 65.21 m \| \| 2010 \| Campeonato Europeo \| Barcelona, España \| Descalificada \| 61.46 m \| \| 2010 \| Copa Continental de la IAAF \| Split, Croacia \| Descalificada \| 68.14 m \| \| 2011 \| Campeonato Mundial \| Daegu, Corea del Sur \| Descalificada \| 71.99 m \| \| 2012 \| Juegos Olímpicos \| Londres, Reino Unido \| 10.ª \| 59.34 m \| \| 2013 \| Universiada \| Kazán, Rusia \| 1.ª \| 65.12 m \| \| 2013 \| Campeonato Mundial \| Moscú, Rusia \| 3.ª \| 65.09 m \| | Representando a Rusia en lanzamiento de jabalina \| Año \| Competición \| Sede \| Puesto \| Marca \| \| ---- \| ----------------------------------------- \| -------------------- \| ------------- \| ------- \| \| 2003 \| Campeonato del Mundo Juvenil \| Sherbrooke, Canadá \| 4th \| \| \| 2005 \| Universiada \| İzmir, Turquía \| 8.ª \| \| \| 2007 \| Campeonato Mundial \| Osaka, Japón \| 7.ª \| \| \| 2008 \| Juegos Olímpicos \| Beijing, China \| Descalificada \| 70.78 m \| \| 2009 \| Campeonato Mundial \| Berlín, Alemania \| Descalificada \| 66.06 m \| \| 2009 \| IAAF World Athletics Final \| Salónica, Grecia \| Descalificada \| 64.60 m \| \| 2010 \| Copa de Europa de Invierno de lanzamiento \| Arlés, Francia \| Descalificada \| 65.21 m \| \| 2010 \| Campeonato Europeo \| Barcelona, España \| Descalificada \| 61.46 m \| \| 2010 \| Copa Continental de la IAAF \| Split, Croacia \| Descalificada \| 68.14 m \| \| 2011 \| Campeonato Mundial \| Daegu, Corea del Sur \| Descalificada \| 71.99 m \| \| 2012 \| Juegos Olímpicos \| Londres, Reino Unido \| 10.ª \| 59.34 m \| \| 2013 \| Universiada \| Kazán, Rusia \| 1.ª \| 65.12 m \| \| 2013 \| Campeonato Mundial \| Moscú, Rusia \| 3.ª \| 65.09 m \| | Representando a Rusia en lanzamiento de jabalina \| Año \| Competición \| Sede \| Puesto \| Marca \| \| ---- \| ----------------------------------------- \| -------------------- \| ------------- \| ------- \| \| 2003 \| Campeonato del Mundo Juvenil \| Sherbrooke, Canadá \| 4th \| \| \| 2005 \| Universiada \| İzmir, Turquía \| 8.ª \| \| \| 2007 \| Campeonato Mundial \| Osaka, Japón \| 7.ª \| \| \| 2008 \| Juegos Olímpicos \| Beijing, China \| Descalificada \| 70.78 m \| \| 2009 \| Campeonato Mundial \| Berlín, Alemania \| Descalificada \| 66.06 m \| \| 2009 \| IAAF World Athletics Final \| Salónica, Grecia \| Descalificada \| 64.60 m \| \| 2010 \| Copa de Europa de Invierno de lanzamiento \| Arlés, Francia \| Descalificada \| 65.21 m \| \| 2010 \| Campeonato Europeo \| Barcelona, España \| Descalificada \| 61.46 m \| \| 2010 \| Copa Continental de la IAAF \| Split, Croacia \| Descalificada \| 68.14 m \| \| 2011 \| Campeonato Mundial \| Daegu, Corea del Sur \| Descalificada \| 71.99 m \| \| 2012 \| Juegos Olímpicos \| Londres, Reino Unido \| 10.ª \| 59.34 m \| \| 2013 \| Universiada \| Kazán, Rusia \| 1.ª \| 65.12 m \| \| 2013 \| Campeonato Mundial \| Moscú, Rusia \| 3.ª \| 65.09 m \| |
| Año | Competición | Sede | Puesto | Marca | |
| --- | --- | --- | --- | --- | --- |
| 2003 | Campeonato del Mundo Juvenil | Sherbrooke, Canadá | 4th | | |
| 2005 | Universiada | İzmir, Turquía | 8.ª | | |
| 2007 | Campeonato Mundial | Osaka, Japón | 7.ª | | |
| 2008 | Juegos Olímpicos | Beijing, China | Descalificada | 70.78 m | |
| 2009 | Campeonato Mundial | Berlín, Alemania | Descalificada | 66.06 m | |
| 2009 | IAAF World Athletics Final | Salónica, Grecia | Descalificada | 64.60 m | |
| 2010 | Copa de Europa de Invierno de lanzamiento | Arlés, Francia | Descalificada | 65.21 m | |
| 2010 | Campeonato Europeo | Barcelona, España | Descalificada | 61.46 m | |
| 2010 | Copa Continental de la IAAF | Split, Croacia | Descalificada | 68.14 m | |
| 2011 | Campeonato Mundial | Daegu, Corea del Sur | Descalificada | 71.99 m | |
| 2012 | Juegos Olímpicos | Londres, Reino Unido | 10.ª | 59.34 m | |
| 2013 | Universiada | Kazán, Rusia | 1.ª | 65.12 m | |
| 2013 | Campeonato Mundial | Moscú, Rusia | 3.ª | 65.09 m | |